# ويلكينز
ويلكينز (بالإنجليزية: Wilkins Vélez)‏ هو كاتب أغاني ومغني وملحن أمريكي، ولد في 10 مارس 1953 في ماياجويز في الولايات المتحدة.

## وصلات خارجية
- ويلكينز على موقع IMDb (الإنجليزية)
- ويلكينز على موقع ميوزك برينز (الإنجليزية)
- ويلكينز على موقع ديسكوغز (الإنجليزية)